# Faxinal dos Guedes
Faxinal dos Guedes is een gemeente in de Braziliaanse deelstaat Santa Catarina. De gemeente telt 10.585 inwoners (schatting 2009).